# Ngirabeliliou
Ngirabbeliliou est un chelid (divinité) protecteur de l'île de Peleliu et des îles aujourd'hui comprises dans l’État du même nom.

## Sanctuaire
Le sanctuaire dans lequel le chelid était vénéré s'appelait le Omuchel el Tekoi. Ceux qui visitaient le sanctuaire plaçaient un peu de monnaie sous un pierre en forme d’œuf. Cette offrande servait à entretenir le bâtiment.

## Sources